# Middeleeuwse muziek

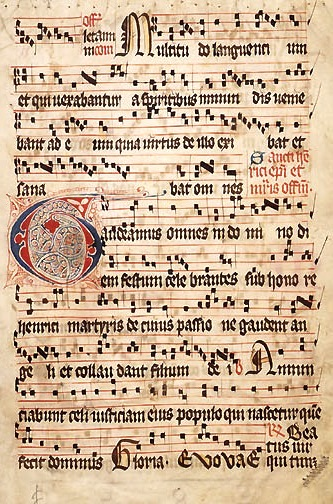
Graduale Aboense, 14e/15e eeuw.

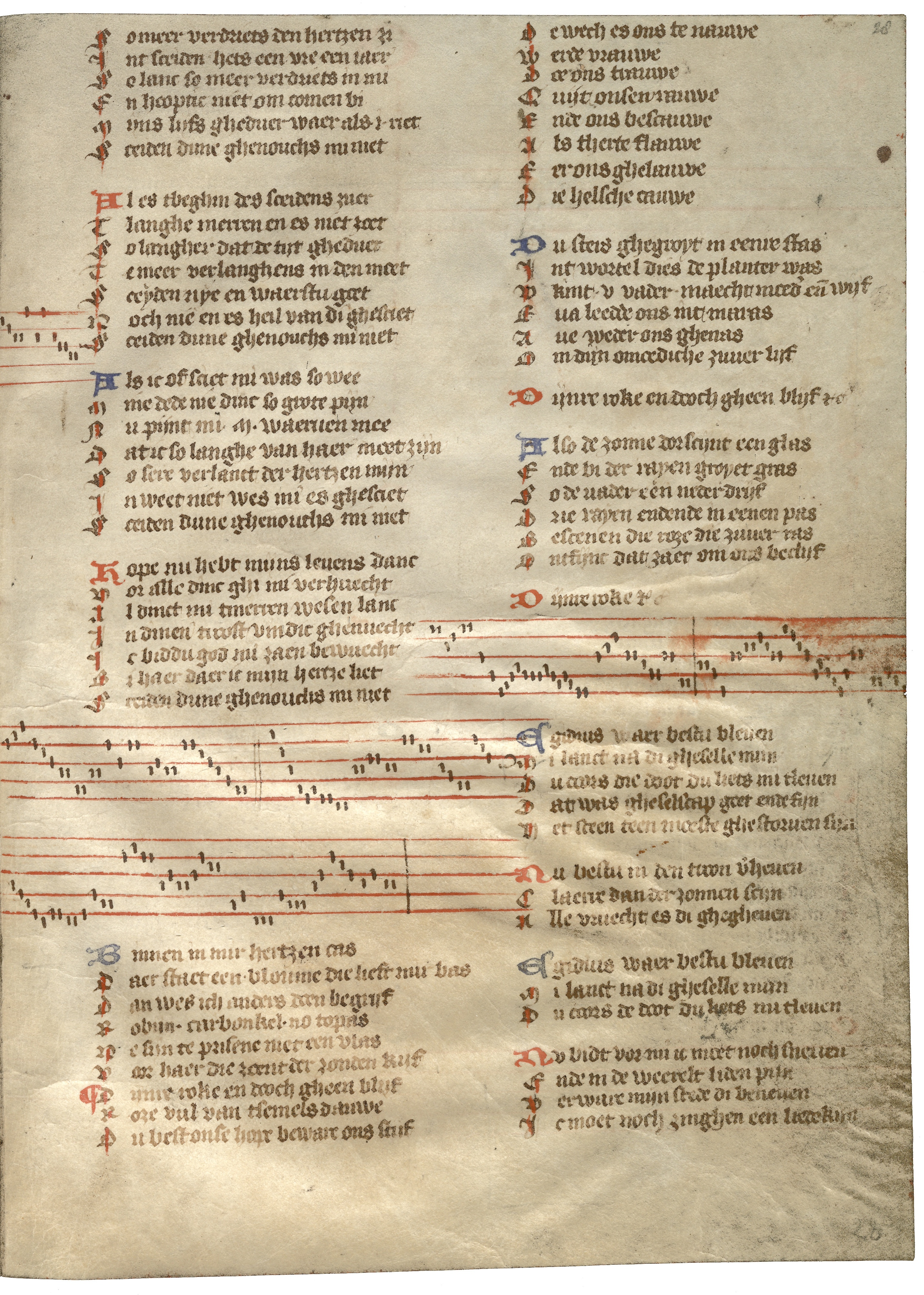
Fol. 28r van het Gruuthuse-handschrift, met rechtsonder het lied 'Egidius waer bestu bleven' met notenschrift.

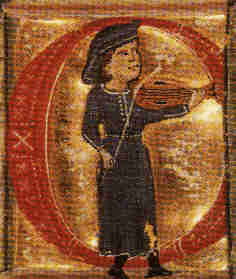
Troubadour met viool.

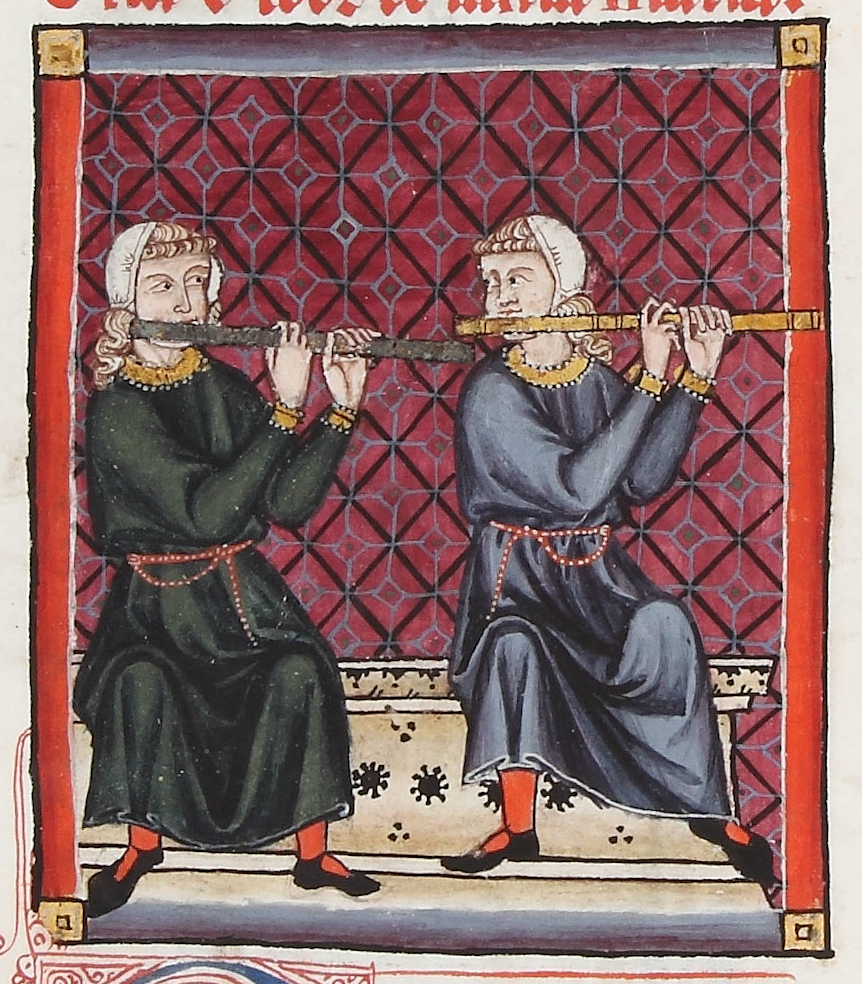
Twee fluitspelers in het Cantigas de Santa Maria.

De middeleeuwse muziek is de westerse klassieke muziek ruwweg uit de periode 500-1500.
De belangrijkste ontwikkeling van de muziek in deze periode is de structurele ontwikkeling van monofonie (eenstemmigheid) en homofonie naar de polyfonie (meerstemmigheid). Bij polyfone muziek klinken meerdere muzikale lijnen (allen met een eigen identiteit) tegelijkertijd; deze techniek wordt contrapunt genoemd (Latijn: punctus contra punctus - noot tegen noot).
Ook werd geleidelijk een systeem van muzieknotatie ontwikkeld, waarbij uiteindelijk de noot op een balk met lijnen werd genoteerd.
Wegens het ontstaan van de meerstemmigheid moest de tot dan toe gebruikte stemming van de toonladder worden aangepast. De antieke stemming, de z.g. stemming van Pythagoras, is gebaseerd op (het op elkaar stapelen van) reine kwinten. Omdat voor polyfone muziek de terts het belangrijkste interval is, moest de toonladder opnieuw worden geconstrueerd, ditmaal op basis van de consonantie van tertsen. Deze stemming wordt de middentoonstemming genoemd. Ze heeft natuurzuivere grote tertsen en maakt daardoor een harmonie en cadensen mogelijk, waarin de verschillende toonsoorten echter wel verschillen van klankkleur.
Tussen 1100 en 1300 zijn op het terrein van de wereldlijke muziek de troubadours, trouvères en Minnesänger actief. Dit waren voornamelijk dichters en componisten, van o.a. liefdesliederen, hekeldichten en kruistochtliederen. Daarnaast kende men verschillende speellieden zoals de jongleurs en minstreels, die doorgaans minder zelf componeerden en meer als uitvoerende musici optraden.

## Chronologie

### Vroege middeleeuwen - 6e t/m 10e eeuw
In de vroege middeleeuwen is, voor zover is na te gaan, de ontwikkeling van de muziek gebonden aan de ontwikkeling van de kerkmuziek. Hoewel het zeer waarschijnlijk is dat ook de wereldse muziek haar invloed heeft gehad, is dit moeilijk aantoonbaar, aangezien hiervan niets is overgeleverd. In de 6e t/m de eerste helft van de 9e eeuw was de muziek monofoon (slechts één melodie tegelijk) en louter en alleen mondeling overgedragen. Met het ontstaan van meerstemmige muziek ontstond ook een grotere noodzaak deze te noteren.

#### Gregoriaans
De in de Romeinse liturgie van de Katholieke Kerk gebruikte, reeds eeuwenoude teksten en melodieën werden vanaf de 6e eeuw verzameld en gecodificeerd, mogelijk op last van paus Gregorius I, de Grote (540-604). Deze verzameling staat tegenwoordig bekend als de gregoriaanse muziek. Het zijn allen eenstemmige gezangen.
In 754 draagt Pepijn III, de Korte (714-768) aan bisschop Chrodegang van Metz (712-766) op om de liturgie en de begeleidende zang te hervormen. De rol van Chrodegang verklaart wellicht waarom de gregoriaanse zang zoals gepraktiseerd in Metz aanvankelijk cantilena metensis (chant messin) werd genoemd. Van de 8e tot de 12e eeuw groeit Metz uit tot een van de belangrijkste muzikale scholen van Europa, samen met Sankt Gallen, Reims en Chartres.
Keizer Karel de Grote (747?-814) heeft ervoor gezorgd dat het gregoriaans in zijn hele rijk door de clerus werd opgenomen in de eredienst. Tevoren bestonden er verschillende andere zangwijzen in West-Europa, waaronder de Gallicaanse zang, het Oud-Romeins, het Ambrosiaans, het Beneventaans en de Mozarabische zang.

#### Neumen
Het gregoriaans maakte sinds ongeveer het begin van de 9e eeuw gebruik van een eigen notenschrift dat per land of landstreek verschilde; de daarbij gebruikte tekens worden neumen genoemd. De vroege neumen kennen geen absolute aanduiding van toonhoogte of interval. Wel geven deze neumen globale aanwijzingen over het omhoog of omlaag gaan van de melodie, terwijl sommige van deze neumen (in het bijzonder die van Sankt Gallen en Metz) ook informatie verschaffen over de lengte van de individuele tonen binnen een neume. Voorafgaand aan de uitvinding van de notenbalk – traditioneel toegeschreven aan Guido van Arezzo (991-1033) – ontwikkelden zich neumen, waarvan de 'onderdelen' in een dusdanige afstand tot de zangtekst geschreven werden dat de toonhoogte duidelijk was aangegeven.

#### Parallel organum
In de vroege middeleeuwen ontstonden de eerst bekende vormen van meerstemmigheid. Deze worden organa (e.v. organum) genoemd. De vroegste geschreven vormen van organum treft men aan in de verhandeling Musica enchiriadis ('Muzikaal handboek') die dateert uit ca. 900. Bij het parallel organum, de oudste vorm van het organum, zingt de eerste stem (vox principalis, later cantus firmus genoemd) de oorspronkelijke Gregoriaanse melodie, en zingt de onderstem (vox organalis) op een kwart of kwint lager parallel mee. Door verdubbeling van de vox principalis of vox organalis in een hoger of lager octaaf ontstaan kwinten- en kwartenparallellen.

### Hoge middeleeuwen - 11e t/m 13e eeuw

#### Verdere ontwikkeling van het Organum

##### Vrij organum
In de 11e eeuw ontwikkelt zich uit het parallel organum het z.g. vrij organum. De vroegste voorbeelden van deze stijl dateren uit de jaren 1020-1050. De stemvoering van de tegenstem wordt vrijer: naast paralle beweging, worden nu ook zijdelingse beweging en tegenbeweging toegepast - een van de voorwaarden voor contrapunt. De gebruikte intervallen zijn kwarten, kwinten en octaven. De cantus firmus ligt nu meest in de onderstem.

##### Zwevend - en melismatisch organum
In de 12e eeuw begint men, naast kwart, kwint en octaaf, de intervallen secunde, terts en sext te gebruiken - het zwevend organum. Ook wordt er gebruikgemaakt van drie- en vierstemmigheid door de stemmen een octaaf hoger te verdubbelen. 
Behalve het zwevend organum wordt het melismatisch organum ontwikkeld. Hierbij wordt de oorspronkelijke melodie (de cantus firmus) nog steeds gezongen door de eerste stem, maar deze gaat in lange noten zingen. De tweede stem zingt daarboven in melismen, en is melodisch en ritmisch vrijer dan de eerste.

#### Troubadours, trouvères, minnesänger, jongleurs en minstrelen
Troubadours en trouvères waren dichters van (wereldlijke) poëzie en componisten. Troubadours vinden we vooral terug in Zuid-Frankrijk, trouvères daarentegen voornamelijk in het noorden van Frankrijk. De eerste met naam bekende troubadour was Willem van Poitiers, hertog van Aquitanië (1070-1126). De meeste troubadours bezongen de hoofse liefde, maar de oorlog (b.v. de kruistochten) was ook een geliefd onderwerp. Daarnaast werden hekeldichten geschreven. De Duitse minnesänger hadden hetzelfde doel als de troubadours en trouvères in Frankrijk, maar de minneliederen zijn over het algemeen wat 'stijver' en minder expressief.
Jongleurs waren rondtrekkende professionele speellieden die ook musiceerden. Ze componeerden zelf geen liederen, maar voerden werken uit die door anderen werden gecomponeerd of brachten volksmuziek. Wanneer jongleurs vast in dienst gingen bij een adellijke heer noemde men hen minstrelen.

#### Ars antiqua
De naam Ars antiqua (de Oude Kunst) verwijst naar de muziekstijl van de jaren ca. 1170 - 1310. Dit is het tijdvak van de polyfone stijl van de Notre Dame-school, en de daaropvolgende jaren, waarin de eerste ontwikkeling van het motet plaatsvinden. Meestal wordt de term beperkt tot de gewijde muziek, dus met uitzondering van de seculiere liederen van de troubadours en trouvères.
Technisch wordt de grootste vooruitgang geboekt op het gebied van het ritme, zowel wat betreft het begrip daarvan, alsook in de notatie. De beroemdste muziektheoreticus van de eerste helft van de 13e eeuw, Johannes de Garlandia, was de auteur van De mensurabili musica (ca. 1240), een verhandeling, die zeer volledig de verschillende ritmische modi definieert en verklaart. Het merendeel van de overgeleverde genoteerde muziek van de 13e eeuw gebruikt de ritmische modi zoals ze door hem beschreven zijn. Een Duits theoreticus, Franco van Keulen, is de eerste die een systeem van muzieknotatie beschrijft waarin verschillend gevormde noten een verschillende ritmische waarde hebben (Ars Cantus Mensurabilis, ca.1260), een uitvinding die al snel van grote waarde blijkt te zijn.

### Late middeleeuwen - 14e en 15e eeuw

#### Ars nova
De Ars nova (nieuwe kunst) is een periode in de ontwikkeling van de westerse muziek die, vooral in Frankrijk en Bourgondië, rond 1300 een aanvang nam. Specifiek verwijst de term naar de periode tussen de publicatie van de Roman de Fauvel (een Frans gedicht) in 1314, en de dood van de componist Guillaume de Machault (ca. 1302 - 1377). Soms wordt het begrip meer algemeen gebruikt, om er alle Europese muziek uit de 14e eeuw mee aan te duiden.
Van de muziek van de Ars nova kan gezegd worden dat zij een veel grotere expressiviteit en variatie tentoonspreidt dan de muziek van de voorgaande eeuwen. De veranderingen in de muziek in de 14e eeuw zijn vergelijkbaar met de ontdekking van het perspectief in de schilderkunst:
- Wegens verdere ontwikkeling van het notenschrift werd het mogelijk om muziek te schrijven met een veel grotere ritmische vrijheid dan voorheen, en konden de ritmische modi van de 13e eeuw verlaten worden. Met voortrekkers als Philippe de Vitry ontstond een geheel nieuwe stijl met steeds toenemende, vooral ritmische complexiteit (isoritmie).
- De wereldse muziek verwierf veel van de polyfone verfijning die voorheen alleen in kerkelijke muziek te horen was.
- Ook op het gebied van het toonstelsel waren er vernieuwingen, hoewel overschaduwd door de ritmische ontwikkelingen. De oude muziek werd beheerst door de leer van Guido van Arezzo, met haar 7 hexachorden. Binnen dat stelsel kon alleen de toon B als naturale (b) en als mollum (bes) voorkomen. Na 1300 begon men ook hexachorden in te voeren die op andere letters dan F, C of G begonnen. Zo ontstonden accidentele verhogingen en verlagingen. Men noemde deze nieuwe hexachorden ficta (fictief). De ficta moeten echter niet verward worden met de latere modulaties.

Controversieel in de Rooms-Katholieke Kerk, werd de muziek afgewezen door paus Johannes XXII (ca. 1249 - 1334), maar omarmd door paus Clemens VI (1291 - 1352). Want de monofone kerkgezangen, al reeds geharmoniseerd met organum, werden steeds gewijzigd, versnipperd en verborgen onder seculiere muziek. De teksten van liefdesgedichten werden gezongen boven de heilige teksten, of de heilige tekst werd geplaatst binnen een vertrouwde seculiere melodie. Het was niet alleen de polyfonie die de middeleeuwse religieuze oren beledigde, maar de notie van de versmelting van wereldlijke muziek met het heilige.

#### Ars Subtilior
Ars subtilior (subtielere kunst) is de naam die gegeven wordt aan een Europese muzikale stijl uit het eind van de 14e eeuw. Zij ontwikkelde zich rond Avignon in Zuid-Frankrijk, en wordt ook aangetroffen in Noord-Spanje (Aragon) en Cyprus. De Ars subtilior ontwikkelde zich uit de Ars nova; sommigen beschouwen haar liever als onderdeel van de Ars nova dan als een eigen stijl.
Bijna alle bekende composities zijn wereldlijke liederen, met als onderwerpen de hoofse liefde, oorlog, ridderlijkheid, en verhalen uit de klassieke oudheid. Ook zijn er enkele liederen bekend ter ere van publieke figuren, zoals paus Clemens VII.
Op het muzikale vlak waren de composities van deze stijl uiterst verfijnd en complex, en lastig uit te voeren. Ze hebben een zeer experimenteel karakter; waarschijnlijk werden zij gemaakt voor een kleine groep liefhebbers. Pas in de 20e eeuw zou een dergelijke mate van complexiteit opnieuw bereikt worden. Dit neemt niet weg dat veel van de technieken die het eerst door de componisten van de Ars Subtilior werden gebruikt, standaard compositietechnieken werden in de Renaissance.
De overgeleverde handschriften van werken in deze stijl zijn soms uitgevoerd in ongebruikelijke en beeldende vormen, een vorm van ogenmuziek. Voorbeelden hiervan zijn een liefdeslied van Baude Cordier, Belle Bonne in de vorm van een hart, en Jacob Senleches' La Harpe waarbij de melodie in de vorm van een harp is geschreven.

#### Franco-Vlaamse school
De Franco-Vlaamse School of Nederlandse School is een Europese stijlrichting van polyfone vocale muziek in de 15e- en 16e eeuw. Zij bevindt zich op de overgang van middeleeuwen naar Renaissance.
Muzikaal gezien begint het tijdperk der Nederlanders met de waarneming van de terts en de sext als reine intervallen (eerder werden alleen het octaaf en de kwint als rein beschouwd).
Ofschoon deze componisten geboren waren in de Lage Landen, vonden ze meestal emplooi buiten de Nederlanden, met name in Italië, Frankrijk, het Heilig Roomse Rijk (Duitsland, Oostenrijk, Bohemen, ...), Spanje, Engeland, Hongarije, Denemarken en andere delen van Europa. De verspreiding van hun componeerstijl, in de hand gewerkt door de revolutionaire ontwikkelingen op het gebied van de muziekdrukkunst vanaf 1501, creëerden de eerste werkelijk internationale stijl sinds de opgelegde eenvormigheid van de Gregoriaanse gezangen in de 9de eeuw.
Binnen de Franco-Vlaamse School worden vaak vijf generaties onderscheiden:
- (circa 1380-1420) - Nulgeneratie
- (circa 1420-1460) - 1e Generatie - De Bourgondische School
- (circa 1460-1490) - 2e Generatie
- (circa 1490-1520) - 3e Generatie - overgangsperiode naar Renaissance
- (circa 1520-1560) - 4e Generatie
- (circa 1560-1600) - 5e Generatie
- (circa 1600-1630) - Nabloei

##### Nulgeneratie (ca. 1380-1420)
De musicologen zijn niet geneigd de Nederlandse polyfonisten die omstreeks 1400 actief waren, al tot de eerste generatie componisten van de Nederlandse School te rekenen. Eerder worden zij als voorlopers beschouwd. Onder meer Johannes Ciconia en Nicolas Grenon kunnen tot de Nulgeneratie gerekend worden.

##### 1e Generatie (ca. 1420-1460) - De Bourgondische School
De belangrijkste namen die met deze school zijn verbonden, zijn Guillaume Dufay (1397-1474), Gilles Binchois (ca. 1400-1460) en Antoine Busnois (ca. 1430-1492). Bourgondische componisten gaven de voorkeur aan wereldlijke vormen, tenminste wanneer zij in de Bourgondische landen zelf actief waren; veel sacrale muziek is van de hand van die componisten die hun loopbaan in Italië hadden uitgebouwd, bijvoorbeeld aan de pauselijke kapel.
De voornaamste vormen waarin de Bourgondiërs seculiere muziek hebben gecomponeerd, zijn de vier zogenaamde formes fixes (rondeau, ballade, virelai, en bergerette), gemeenzaam onder de verzamelnaam chansons geplaatst.
Kerkmuziek wordt in de vorm van een mis geschreven, maar ook als motet of Magnificatcyclus. Te dien tijde veranderde de mis van een aantal afzonderlijke misdelen die door verschillende componisten waren uitgeschreven, vaak met gebruikmaking van een leidmotief, tot miscycli die op een cantus firmus waren gegrond. Een van de favoriete melodieën die als cantus firmus werden gebruikt, was de beroemde l'Homme armé; het lied werd in de Westerse muziekgeschiedenis de meest gebruikte melodie als basis voor een miscompositie. Het motet veranderde in die tijd van het isoritmische model van de 14de eeuw tot de gladde polyfone, uit secties bestaande compositie. In de motetten, in de missen en in andere geestelijke muziek, was de gemeenschappelijke muzikale techniek die werd aangewend de faux-bourdon, bij gelegenheid met ornamenten versierd teneinde monotonie te voorkomen. Composities waarbij faux-bourdon werd gebruikt, maakten het mogelijk tekst verstaanbaar te zingen, zonder te vervallen in de vlakheid van simpele zang.
Instrumentale muziek werd aan het Bourgondische hof ook gecultiveerd, vaak dansen. Instrumentale vormen zijn onder meer de basse danse of de bassadanza, een ceremoniële dans met een plechtig karakter en met een relatief traag tempo. Deze dans werd onmiddellijk gevolgd door een snelle dans, de tordion of de pas de Brabant.

##### 2e Generatie (ca. 1460-1490)
Dit zijn de componisten uit de Nederlanden die de eerste golf van Nederlandse polyfonisten in Italië vertegenwoordigen, de periode rond 1400 met Johannes Ciconia en enkele andere componisten buiten beschouwing gelaten. Meer bekende namen van deze generatie zijn Alexander Agricola (1466-1506), Jacobus Barbireau (1455-1491) en Johannes Ockeghem (1420-1497).

##### 3e Generatie (ca. 1490-1520) - overgangsperiode naarRenaissance
Deze generatie bevindt zich op de overgang van middeleeuwen naar Renaissance. Muzikaal wordt de gelijkwaardigheid van alle stemmen nagestreefd. Josquin Des Prez (na 1450-1521), een componist die tot deze generatie wordt gerekend, wordt wel de voornaamste componist van de (vroege) Renaissance genoemd. Josquin schrijft zijn muziek met de tekst als uitgangspunt. Bij eerdere componisten, zoals Dufay en Ockeghem is de tekst nog weleens ondergeschikt geweest aan de melodieën. Tekst wordt zodoende goed verstaanbaar voor de toehoorder. Op het gebied van harmonisering van de samenklanken zet Josquin min of meer de norm. Zijn indeling op basis van harmonie volgens de cadensering van de trappen (V-I en ook IV-V-I) wordt door andere componisten vanaf die tijd veelvuldig gebruikt. Verder moeten Jacob Obrecht (1457/1458-1505) en Pierre de la Rue (ca. 1460-1518) worden genoemd.

##### 4e Generatie (ca. 1520-1560), 5e Generatie (ca. 1560-1600), Nabloei (ca. 1600-1630)
Deze generaties worden niet meer tot de middeleeuwen behorend gerekend. Voor de volledigheid toch een klein overzicht:
In de Vierde Nederlandse School wordt de vierstemmigheid verdrongen door de vijf- en zesstemmigheid. De majeur- en mineurtoonsoorten en de klassieke harmonieleer met regels voor het opheffen van dissonante klanken komen op. De eerste op polyfone muziek gerichte muziekuitgeverijen van enige omvang ontstaan. Onder anderen Jacobus Clemens non Papa en Adriaan Willaert behoren tot deze school.
In de tweede helft van de 16de eeuw, het tijdvak van de 5e Generatie, is de Franco-Vlaamse stijl over geheel Europa verbreid en niet meer aan de Nederlanden gebonden. Een keuze uit de componisten uit deze periode: Orlando di Lasso, Cypriano de Rore, Hubert Waelrant.
De vocale muziek van Jan Pieterszoon Sweelinck, of de muziek van Spanjes laatste kapelmeester van de Capilla Flamenca voor die werd ontbonden, Matteo Romero (Mathieu Rosmarin), behoren tot de nabloei van de Nederlandse School.

## Componisten

### 6e t/m 10e eeuw
- Notker de Stotteraar
Ca. 840, Heiligau - 912, Abdij van Sankt Gallen
- Hucbald
Ca. 840, Saint-Amand – 20 juni 930, Saint-Amand
- Odo van Cluny
879, Tours - 18 november 942, Tours
- Heriger van Lobbes
Ca. 940, graafschap Vlaanderen - 31 oktober 1007, Lobbes
- Odo van Arezzo
Eind 10e eeuw, Italië

### 11e t/m 13e eeuw
- Adémar van Chabannes
Chabannes?, 989[1] – 1034,[2] Jerusalem
- Guido van Arezzo
995, Parijs - 1050, Avellado
- Wipo van Bourgondië
995? - 1048?
- Herman van Reichenau
8 juli 1013, Altshausen – 24 september 1054, Reichenau
- Goderik van Finchale
Ca. 1065, Walpole - 21 mei 1170, Durham
- Adam van Saint Victor
Eind 11e eeuw, Patrijs? - 1146, Abdij van Saint Victor, Parijs
- Willem IX van Aquitanië
22 oktober 1071 - 10 februari 1126, Chizé
- Petrus Abaelardus
1079, Le Pallet - 21 april 1142, klooster St. Marcel, Chalon-sur-Saône
- Hildegard van Bingen
1098, Bermersheim – 17 september 1179, Rupertsberg
- Bernard van Cluny
12e eeuw, Fransman?
- Jaufré Rudel
begin 12e eeuw, Blaye - na 1147
- Leontinus
- Walther von der Vogelweide
1170, Tirol - 1230, Würzburg
- Perotinus
- Adam de la Halle
- Petrus de Cruce
- Philippe de Vitry

### 14e en 15e eeuw
- Guillaume de Machault Fransman, 1300 (Marchault) - 1377 (Reims)
- Francesco Landini
- Jacob Senleches, Jacopinus Selesses
- Solage
- Trebor
- Anthonello da Caserta
- Philipoctus da Caserta
- Johannes Ciconia 1335 (Luik) - 1411 (Padua)
- John Dunstaple
- Guillaume Dufay (Franco-Vlaamse School)
- Gilles Binchois (Gilles de Bins, Franco-Vlaamse School)
- Johannes Ockeghem 1425 (Henegouwen) - 1495 (Tours)
- Giovanni da Firenze (Giovanni da Cascia) omstreeks 1450 (Cascia, nabij Florence)

## Vormen
- Ambrosiaanse gezangen
- Gregoriaanse gezangen
- Organum
- Motet
- Rondellus
- Ballata (Italië)
- Madrigaal (Frankrijk: Ballade)
- Caccia